# Joel Jacob Petrejus
Joel Jacob Petrejus, född 7 augusti 1732 i Fredrikshamn, Finland, död 26 december 1804 i Maria Magdalena församling, Stockholm, var en svensk präst.

## Biografi
Joel Jacob Petrejus föddes 1732 i Fredrikshamn, Finland. Han var son till kaplanen Joel Joelius Petraeus i Veckelax och Margareta Helsingius. Petrejus blev 1745 student vid Åbo akademi och prästvigdes 21 september 1752, troligen i Åbo. Han blev pastorsadjunkt i Orimattila och 1753 i Lovisa församling. Petrejus blev 26 november 1759 domkyrkokaplan i Borgå och 1763 vice pastor i församling. Han blev 21 maj 1770 kunglig hovpredikant och 1 november 1775 kyrkoherde i Finska församlingen i Stockholm, tillträdde 1 maj 1776. Han fick 27 februari 1776 av Stockholms stads konsistorium tillstånd att vänta med sin ankomst till första öppet vatten. Petrejus tog 11 juni 1776 plats som assessor i Stockholms stads konsistorium och blev 6 juni 1779 teologie doktor vid Uppsala universitet. Han blev 22 november 1780 var han ärkebiskopens vikarie över ecklesiastiska verken i Lappmarken och blev 1780 ledamot i ecklesiastikberedningen. Han blev 12 september 1781 kyrkoherde i Maria Magdalena församling, tillträdde 1 maj 1782 och var från 24 november 1794 till 23 november 1801 ordenskaplan. Petrejus avled 1804 i Maria Magdalena församling, Stockholm.
Petrejus var riksdagsman vid riksdagen 1786 och riksdagen 1789.

### Familj
Petrejus gifte sig 27 januari 1763 i Borgå med Juliana Nylander (1744–1772), dotter till biskopen Johan Nylander i Borgå stift och Wendela Juliana von Glaan. De fick tillsammans barnen komministern Johan Gabriel Petrejus (1764–1809) i Maria Magdalena församling, kungliga sekreterare Joel Jacob Petrejus (1766–1820), skeppsklareraren Peter Petrejus (1769–1855) och Sofia Lovisa Petrejus (1771–1851) som var gift med kammarskrivaren Gustaf Otto Björck.